# Cecilia Khavar
Cecilia Khavar Fahlstedt, född 1 december 1986, är en svensk journalist.
Khavar var Sveriges Radios korrespondent i Washington, D.C. 2020–2023. Khavar var som producent med och startade P1:s USA-podden, Sveriges största podd om amerikansk politik.
Khavar har tidigare varit producent för Ekots livegrupp samt sommarkorrespondent i Washington, D.C. 2019 och New York 2013.
I augusti 2024 gav Khavar ut boken Stormningen som bland annat behandlar Stormningen av Kapitolium 2021.[källa behövs]